# Jordan Belfi
Jordan Belfi (Los Angeles, 30 novembre 1978) è un attore statunitense.
Ha recitato in numerose serie televisive a partire dagli anni novanta.

## Filmografia parziale

### Cinema
- Sex and the Teenage Mind, regia di Donald L. Gold (2002)
- Blood Deep, regia di Todd S. Kniss (2005)
- Pope Dreams, regia di Patrick Hogan (2006)
- Mexican Sunrise, regia di Rowdy Stovall (2006)
- The Trouble with Romance, regia di Gene Rhee (2007)
- Ten Inch Hero, regia di David MacKay (2007)
- Remarkable Power, regia di Brandon Beckner (2008)
- Il mondo dei replicanti (Surrogates), regia di Jonathan Mostow (2009)
- Across the Line, regia di R. Ellis Frazier (2010)
- Bedrooms, regia di Youssef Delara, Michael D. Olmos e Victor Teran (2010)
- The Millionaire Tour, regia di Inon Shampanier (2011)
- The Sacred, regia di Brett Donowho (2012)
- Pawn, regia di David A. Armstrong (2013)
- Chlorine, regia di Jay Alaimo (2013)
- Beyond the Lights - Trova la tua voce (Beyond the Lights), regia di Gina Prince-Bythewood (2014)
- Better Criminal, regia di Ben Burke (2016)
- Badlands of Kain, regia di Andy Palmer (2016)
- Saturn Returns, regia di Shawn Tolleson (2017)
- Foster Boy, regia di Youssef Delara (2019)
- The Billionaire, regia di Michael Philip (2020)
- Violet, regia di Justine Bateman (2021)
- Don't Look at the Demon, regia di Fiona Dourif (2022)
- Nefarious, regia di Gary Solomon e Chuck Konzelman (2023)

### Televisione
- Undressed - serie TV, episodio 1x09 (1999)
- Sabrina, vita da strega (Sabrina, the Teenage Witch) - serie TV, episodio 4x02 (1999)
- Buffy l'ammazzavampiri (Buffy the Vampire Slayer) - serie TV, episodio 6x09 (2001)
- Close to Home - film TV, regia di Brian Robbins (2001)
- Power Rangers Time Force - serie TV, episodio 1x17 (2001)
- American Dreams - serie TV, episodio 1x23 (2003)
- Una mamma per amica (Gilmore Girls) - serie TV, episodio 5x08 (2004)
- Entourage - serie TV, 14 episodi (2004-2009)
- Breadwinners - film TV, regia di Michael Lange (2005)
- Drake and Josh Go Hollywood - film TV, regia di Steve Hoefer (2006)
- Pepper Denis - serie TV, episodio 1x09 (2006)
- Love, Inc. - serie TV, episodio 1x22 (2006)
- Close to Home - Giustizia ad ogni costo (Close to Home) - serie TV, episodi 2x10-2x19 (2006-2007)
- Spellbound - film TV, regia di James Frawley (2007)
- Justice - Nel nome della legge (Justice) - serie TV, episodio 1x13 (2007)
- Shark - Giustizia a tutti i costi (Shark) - serie TV, 3 episodi (2007)
- Smallville - serie TV, episodio 6x14 (2007)
- The Singles Table - serie TV, 3 episodi (2007)
- Moonlight - serie TV, 16 episodi (2007-2008)
- Senza traccia (Without a Trace) - serie TV, episodio 7x08 (2008)
- CSI: Miami - serie TV, episodio 7x22 (2009)
- Look: The Series - serie TV, 3 episodi (2010)
- Ghost Whisperer - Presenze (Ghost Whisperer) - serie TV, episodio 5x11 (2010)
- Hawaii Five-0 - serie TV, episodio 1x14 (2011)
- The Mentalist - serie TV, episodio 3x15 (2011)
- Charlie's Angels - serie TV, episodio 1x02 (2011)
- Melissa & Joey - serie TV, episodio 1x20 (2011)
- Castle - serie TV, episodi 4x03-5x12 (2011-2013)
- NCIS: Los Angeles - serie TV, episodi 3x02-6x12 (2011-2015)
- Bones - serie TV, episodio 7x12 (2012)
- Grey's Anatomy – serie TV, episodi 8x22-8x23 (2012)
- La sposa di neve (Snow Bride) - film TV, regia di Bert Kish (2013)
- Burn Notice - Duro a morire (Burn Notice) - serie TV, episodio 7x06 (2013)
- Rizzoli & Isles - serie TV, episodio 5x01 (2014)
- Scandal - serie TV, episodi 4x16-4x18 (2015)
- Chicago Justice - serie TV, episodio 1x08 (2017)
- Major Crimes - serie TV, episodio 5x16 (2017)
- Un divorzio pericoloso (Ex-Wife Killer), regia di Danny J. Boyle - film TV (2017)
- Code Black - serie TV, episodio 3x10 (2018)
- All American - serie TV, 10 episodi (2018-2022)
- Chicago Fire - serie TV, 2 episodi (2019)
- 9-1-1 - serie TV, 2 episodi (2019)
- The Rookie - serie TV, episodio 2x04 (2019)
- Good Girls - serie TV, 6 episodi (2021)
- All Rise - serie TV, episodio 2x12 (2021)
- FBI: International - serie TV, episodio 1x02 (2021)
- NCIS: Hawai'i - serie TV  episodio 1x08 (2022)
- The Neighborhood – serie TV, un episodio (2022)

### Doppiatore

#### Videogiochi
- Medal of Honor: Warfighter (2012)

## Doppiatori italiani
Nelle versioni in italiano delle opere in cui ha recitato, Jordan Belfi è stato doppiato da:
- Guido Di Naccio in Smallville, Grey's Anatomy, The Resident
- Giorgio Borghetti in Chicago Justice, Foster Boy, FBI: International
- Gianfranco Miranda in CSI: Miami, All Rise
- Riccardo Scarafoni in Castle, Law & Order - Unità vittime speciali
- Andrea Lavagnino in Entourage, Burn Notice - Duro a morire
- Stefano Valli in Buffy l'ammazzavampiri
- Christian Iansante in Close to Home - Giustizia ad ogni costo
- Vittorio Guerrieri in Moonlight
- Stefano Billi in Across The Line
- Sergio Lucchetti in Ghost Whisperer - Presenze
- Sacha De Toni in Hawaii Five-0
- Edoardo Stoppacciaro in The Mentalist
- Gaetano Lizzio in NCIS: Los Angeles (ep. 3x02)
- Alessandro Budroni in NCIS: Los Angeles (ep. 6x12)
- Massimiliano Manfredi in La sposa di neve
- Stefano Starna in Beyond the Lights - Trova la tua voce
- Luca Sandri in Scandal
- Emiliano Coltorti in Major Crimes
- Fabrizio Russotto in Un divorzio pericoloso
- Daniele Giuliani in Code Black
- Enrico Di Troia in All American
- Marco Vivio in 9-1-1
- Marco Bassetti in Don't Look at the Demon
- Gianluca Iacono in Good Girls
- Alessandro Cicala Pedio in The Neighborhood
- Andrea Mete in Magnum P.I.
- Fabrizio Picconi in The Good Doctor